# Brandur
Brandur és una illa de l'arxipèlag de Vestmannaeyjar situat al sud-oest d'Islàndia, a l'oceà Atlàntic. Es troba deshabitada i té una superfície de 0.1 quilòmetres quadrats. Pertany a la municipalitat de Vestmannaeyjar, a la regió de Suðurland.